# Steentandpastakorst
Steentandpastakorst (Ochrolechia parella) is een korstmossoort uit de familie Ochrolechiaceae. Hij komt voor op steen en leeft in symbiose met een chlorococcoïde alg.

## Determinatie
Steentandpastakorst heeft talrijke wit-pruinose, rozeachtige apotheciën op een dikke, wrattige, grijze of witachtige thallus. Het thallus is omgeven door een gezoneerde prothallus met verdikte randen. De ascus bevat 2 tot 8 sporen. De ascosporen zijn breed ellipsvormig en meten 45-65(-88) × 25-40 (-50) µm.
Hij heeft de volgende kenmerkende kleurreacties:
- Cortex: K-, C- (or C+ geel), UV-.
- Apotheciën: C+ (rood), KC+ (rood), UV+ (wit).

## Verspreiding
Het verspreidingsgebied van steentandpastakorst strekt zich uit over Europa en aan de kusten van Noord-Amerika, Australië, Nieuw-Zeeland en Zuid-Afrika. In Nederland komt hij zeldzaam voor. Hij staat niet rode lijst en is niet bedreigd.